# مدرسة مستقلة

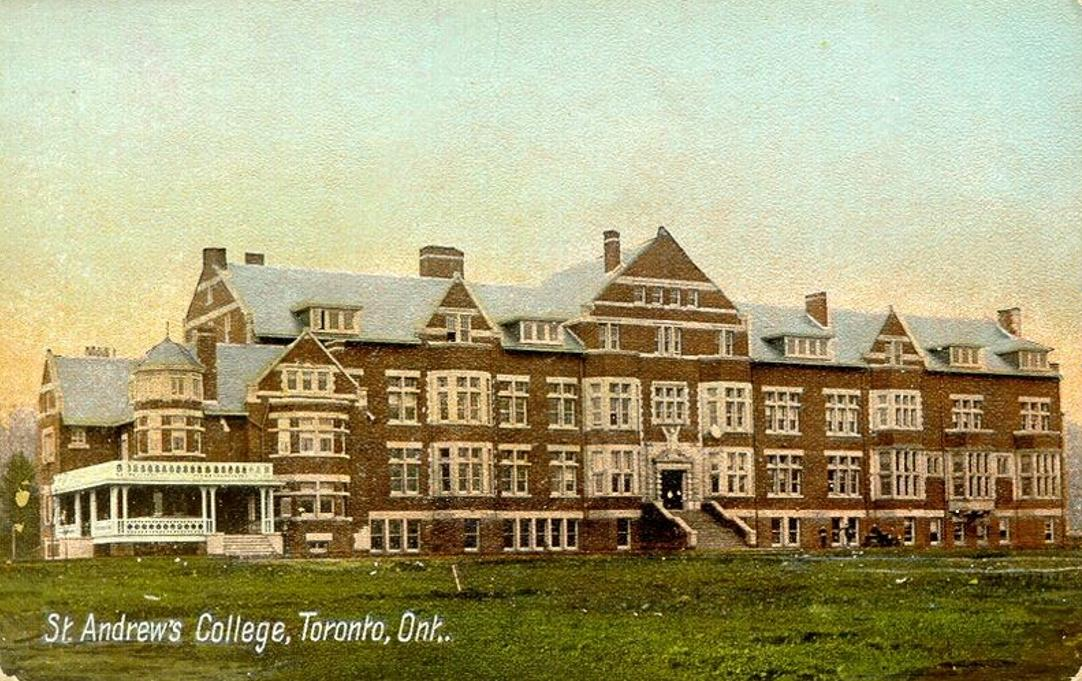

سواء كان يوجد في الولايات المتحدة الأمريكية ما يُعرف بـالمدارس المستقلة (Charter schools) وهي مدارس ابتدائية أو ثانوية تتلقى تمويلاً حكوميًا (وقد تتلقى تبرعات خاصة مثل المدارس الأخرى). ويخضع هذا النوع من المدارس لبعض القواعد واللوائح والقوانين التي تطبق على المدارس عامة ولكنها تتمتع بصفة عامة بمرونة أكبر من المدارس الحكومية التقليدية. ويتوقع من هذه المدارس المستقلة تحقيق نتائج معينة منصوص عليها في ترخيص كل مدرسة. ويكون إدراج التلاميذ في تلك المدارس المستقلة اختياريًا.
وفي مقابل المرونة التي تتمتع بها المدارس المستقلة فإنها تتلقى تمويلاً أقل من المدارس الحكومية الموجودة في نفس المنطقة - وتتلقى هذه المدارس تمويلات «أساسية» (مبلغ محدد عن كل تلميذ) ولا تتلقى أي تمويل للمرافق وهو ما يُستخدم عادة في أغراض صيانة المدارس الحكومية وتنظيفها. ورغم أن المدارس المستقلة تعد بديلاً للمدارس الحكومية الأخرى، إلا أنها تعد جزءًا من نظام التعليم الحكومي ولا يُسمح لها بجمع رسوم تعليمية. ونظرًا لزيادة أعداد المتقدمين إلى المدارس المستقلة، فإن نظام الالتحاق غالبًا ما يعتمد على القرعة. ولكن التقدم للقرعة يكون مفتوحًا لجميع الطلبة.
وكشف استطلاع للرأي أجري عام 2008 حول المدارس المستقلة عن أن 59 من المدارس كانت لديها قائمة انتظار بمعدل 198 طالبًا. وتدرس بعض المدارس المستقلة مناهج دراسية متخصصة في مجال بعينه مثل الفنون أو الرياضيات أو التدريب المهني. ويقدم البعض الأخر تعليمًا عامًا أعلى من حيث مستوى وأقل تكلفة مقارنة بالمدارس الحكومية غير المستقلة. ويؤدي طلاب المدارس المستقلة امتحانات تفرضها الولايات.
وأنشئت بعض هذه المدارس اعتمادًا على مدرسين أو أولياء أمور أو ناشطين ممن يشعرون بعقم المدارس الحكومية التقليدية.
وغالبًا ما يقوم على تأسيس المدارس المستقلة المصرح لها من الولاية (المدارس غير المعتمدة من القطاعات التعليمية المحلية) مجموعات غير ربحية وجامعات وبعض الكيانات الحكومية. أضف إلى ذلك أن بعض القطاعات التعليمية تسمح للشركات بإدارة فروع للمدراس المستقلة. وتكون تلك المدارس نفسها كيانات غير هادفة للربح. ولا تؤثر إدارة الشركة على وضع المدرسة. وبحلول سبتمبر عام 2012، أصبحت المدارس الحكومية في نيو أورليانز هي النظام التعليمي الوحيد في الولايات المتحدة التي يلتحق معظم الطلاب به بالمدارس المستقلة.

## معلومات تاريخية
صاحب فكرة مدارس المستقلة في الولايات المتحدة هو راي بود ،(Ray Budde)
أستاذ في جامعة ماساتشوستس في أمهيرست (University of Massachusetts Amherst) وفي عام 1988 تبنى هذه الفكرة ألبرت شانكر (Albert Shanker)، رئيس الاتحاد الأمريكي للمعلمين، حيث نادى بإصلاح التعليم الحكومي عن طريق إنشاء «مدارس مستقلة» أو «مدارس اختيارية». وحينذاك كانت هناك بعض المدارس التي لم يكن أطلق عليها المدارس المستقلة بعد ولكنها كانت تتبنى بعض مبادئها ومنها مدرسة إتش بي وودلون (H-B Woodlawn).
وفي الأساس، كان النموذج المثالي للمدارس المستقلة يشير إلى أنها مدرسة حكومية مستقلة قانونيًا وماليًا (دون رسوم تعليمية أو انتماءات دينية أو دخول انتقائي للطلاب) وأنها أشبه ما تكون بالشركات الخاصة مستقلة عن قيود القوانين الكثيرة ولوائح المنطقة وأنها مسؤولة عن نتائج الطالب أكثر من مسؤوليتها عن الأساليب أو مدخلات التعليم (مثل وحدات كارنيجي ومتطلبات منح الشهادات للمدرسين).
وكانت مينيسوتا هي أول ولاية تقر قانون المدارس المستقلة الصادر عام 1991. ثم حلت كاليفورنيا ثانية لتوقع عليه عام 1992.وفي الوقت الحالي هناك 41 ولاية إضافة إلى واشنطن العاصمة موقعة على قانون المدارس المستقلة.

## الهيكل التنظيمي والخصائص
هناك مبدآن أساسيان للمدارس المستقلة.

### الاستقلال التشغيلي
وهذا يقتضي أولاً أن تعمل على أساس أنها مدارس حكومية مستقلة بذاتها وتتخلى عن كثير من المتطلبات الإجرائية التي تلتزم بها المدارس الحكومية. ولا يعني هذا التخلي أن المدرسة مستثناة من المعايير التعليمية التي تضعها الولاية أو المنطقة. قد يكون للاستقلالية أهمية محورية في تكوين ثقافة مدرسية تعظم من الدافعية لدى الطلاب عن طريق التأكيد على ارتفاع مستوى التوقعات والصرامة الأكاديمية والانضباط والعلاقات مع أولياء الأمور البالغين.
وقد تحتاج المدارس المستقلة إلى تهيئة ثقافة مدرسية شديدة التوازن في سبيل الارتقاء بمستوى الطلاب وخصوصًا طلاب الأقليات في القطاعات التعليمية الحضرية التي يتأثر أداء الطلاب فيها بظواهر اجتماعية مثل خطر الصورة النمطية والتصرف مثل البيض والرأسمال الثقافي غير السائد، إضافة إلى «كود الشارع»; وذلك للوفاء باحتياجات الأفراد في كل بيئة اجتماعية بعينها. يقول أغلب المدرسين ونسبتهم 68 في المائة بهامش قدره 21 في المائة، أن المدارس يمكن تحسينها بالنسبة للطلاب بشرط أن يتعامل المديرون والمدرسون بمراقبة ومرونة أكثر مع قواعد العمل وواجبات المدرسة.

### المسؤولية عن إنجاز الطلاب
يتمثل المبدأ الثاني في مسؤولية المدرسة المستقلة عن إنجاز الطالب. تعتمد المدارس المستقلة في قواعدها وهيكلها على تشريعات الولاية المصرحة لها وهي تختلف من ولاية لأخرى. ويُصرح لأي مدرسة مستقلة بالعمل بمجرد استلامها لـترخيص - وهو عقد أداء يُوضَّح فيه مهمة المدرسة وبرنامجها وأهدافها والطلاب المنتفعين وطرق التقييم ومقاييس النجاح بصورة قانونية. ويختلف المدى الزمني لمنح التراخيص ولكنه يتراوح غالبًا ما بين 3 إلى 5 سنوات.
وتعد كل مدرسة من المدارس المستقلة مسئولة من راعيها - سواء أكان مجلس تعليم محلي أو وكالة تعليم بالولاية أو جامعة أو أي كيان آخر - عن تحقيق نتائج أكاديمية إيجابية وأن يلتزم بتعاقد الترخيص. وفي حين أن هذه المسؤولية تعد أحد الأمور التي تعضد التراخيص، إلا أن الأدلة التي تجمعت لدى وزارة التعليم الأمريكية ترجح أن المدارس المستقلة، على أرض الواقع، لا يرتفع مستوى المسؤولية فيها كثيرًا عن المدارس الحكومية التقليدية. وهذا القول مردود بمجرد استعراض عدد المدارس الحكومية التقليدية التي أغلقت أبوابها بسبب ضعف أداء الطلاب فيها في امتحانات نهاية المقرر / نهاية الصف الدراسي. ودائما ما تظل هذه المدارس قيد العمل ولكن قد تتغير قيادتها أو تعاد هيكلتها أو ربما دون أي تغيير على الإطلاق. ويؤكد مؤيدو المدارس المستقلة على أنها لا تُتاح لها فرص إعادة الهيكلة غالبًا وتغلق بمجرد تحقيق طلابها لدرجات سيئة في هذه التقييمات. ، حيث أغلق ما يقارب 12,5 % من إجمالي عدد المدارس المستقلة في الولايات المتحدة البالغ عددها 500 مدرسة، وذلك لأسباب منها المشاكل الأكاديمية والمالية والإدارية وأحيانًا بهدف التعزيز أو بسبب تداخل المناطق.
وأنشئ الكثير من المدارس المستقلة بهدف أساسي وهو تقديم تجربة تربوية فريدة ومبتكرة للطلاب بطريقة لا تضاهى في المدارس الحكومية التقليدية. وتنجح بعض المدارس المستقلة في تحقيق هذا الغرض، إلا أن أكثرها ينصاع للضغوط نفسها التي تقوض مثيلاتها من المدارس الحكومية. وتحاسب مدارس الميثاق على درجات الاختبارات وتفويضات الولايات وغيرها من المتطلبات التقليدية التي غالبًا ما تؤدي في النهاية إلى تحويل المدرسة المستقلة إلى ما يشبه المدارس الحكومية من حيث الشكل والتصميم.
ورغم أن استنتاجات وزارة التعليم الأمريكية لا تختلف كثيرًا عن استنتاجات الجمعية الوطنية للتعليم (NEA)، إلا أن تلك الدراسة تكشف القصور الموجود في ذلك النوع من الدراسات وعدم اكتشافها لعوامل مهمة أخرى وتشير إلى أن «تصميم الدراسة لا يسمح لنا بتحديد ما إذا كانت المدارس الحكومية التقليدية أكثر فعالية من المدارس المستقلة أم لا».